# カンディード
『カンディード、あるいは楽天主義説』（カンディード、あるいはらくてんしゅぎせつ、仏: Candide, ou l'Optimisme）は、1759年に発表されたフランスの啓蒙思想家ヴォルテールによるピカレスク小説である。

## 概要
冷笑的な視点の下に、天真爛漫な主人公カンディードを紹介する以下の格言が冒頭で述べられる。
「この最善なる可能世界においては、あらゆる物事はみな最善である」
この命題が、あらゆる不幸が襲いかかる一連の冒険を通じて、主人公カンディードがたどりつく結末で、劇的に論駁される。
この作品はゴットフリート・ライプニッツ哲学のうち神義論（創造主であり全知全能の善なる神と、悪に満ちた世界とは両立するという議論）を風刺した小説であり、18世紀の世界に存在した恐怖を陳列した小説でもある。この小説でライプニッツ哲学は、カンディードの家庭教師である哲学者パングロスによって象徴される。物語の中で繰り返される不幸や災難にも関わらず、パングロスは「tout est au mieux（すべての出来事は最善）」であり、「自分は le meilleur des mondes possibles （最善の可能世界）において生活している」と主張し続ける。
本作でカンディードとパングロスがリスボンで遭遇する大地震の場面は、1755年11月1日に発生したリスボン大地震に基づいている。この惨事に衝撃を受けたヴォルテールは、ライプニッツの楽天主義に疑問を抱き、それが本作の執筆につながった。
ヴォルテールは論争の的となった『カンディード』が自作である事を公には認めず、この作品は「ラルフ博士（Monsieur le docteur Ralph）」の署名を記されて、匿名で発表された。
映画化もされていて、マックスウェル・ケントンと メイソン・ホッフェンバーグ（Mason Hoffenberg）との共作小説『キャンディ』は、本作をパロディ化したものである。

## あらすじ
ところはドイツのウェストファリア、領主ツンダー・テン・トロンク (Thunder-ten-tronch) の城館に、領主の甥にあたるカンディードという若者がいた。家庭教師パングロスによる「すべて物事は、今あるより以外ではありえない」ことが証明されていて、「一切万事は最善である」というライプニッツの楽天主義を信じて幸福に育ったカンディードであったが、領主の娘キュネゴンドと接吻を交わしたために、生まれ育った城から追放の憂き目に遭う。
騙されてブルガリア連隊に編入させられたカンディードは、脱走を試みて捕まり、連隊中の兵士から鞭打ちの刑罰を喰らう。ブルガリア（プロイセンのアレゴリー）とアバリア（フランスのアレゴリー）との合戦の際、戦闘の混乱に紛れて再び逃げ出したカンディードは、戦場の至る所で、両軍の兵士により虐殺された市民の死体を目にする。血まみれの乳房を子どもにふくませたまま死んでいく女性や、陵辱後に腹を裂かれて死んでいく娘たちを見る。
オランダで仕事にありついたカンディードは、梅毒病みの乞食となった旧師パングロスと再会する。ツンダー・テン・トロンクの城を襲ったブルガリア兵により、キュネゴンドを含む一族郎党が皆殺しにされたことを知らされ、カンディードは悲嘆に暮れる。恩師を治してと善良な雇い主に懇願して、梅毒から回復したパングロスと一緒にカンディードは雇い主の供でリスボンへ向かう。
リスボンへ向かう途中で嵐に遭った船は沈没し、カンディードとパングロス、人でなしの水夫だけが生き残る。リスボンでは大地震に巻き込まれる。カンディードとパングロスは地震を止めるための異端審問に掛けられる。パングロスは火炙りの刑ではなく、絞首刑に処される。刑の直前、カンディードは赦免される。カンディードを救ったのは、ブルガリア兵の暴行を生き延び、今は金持ちのユダヤ人と異端審問官の共同の妾となっているキュネゴンドであった。老婆に導かれ、カンディードはキュネゴンドと再会する。キュネゴンドの話を聞いて激昂したカンディードは、ユダヤ人と異端審問官を殺してしまう。
カンディードとキュネゴンドは老婆の過去を聞く。老婆は元々教皇の美しい娘で、ふとしたことから母と共に海賊に捕まり、母は殺され、自身は犯され、モロッコからアレクサンドリア、イスタンブール、アゾフ、モスクワ、リガ、ハーグなど時には売られ、時には篭城に巻き込まれ、時には逃げ出し、年を重ね、ついにはユダヤ人の元で働いていたということを語る。
カンディードとキュネゴンドは、供の老婆を連れて南アメリカ大陸まで落ち延びるが、ブエノスアイレスで追っ手に追いつかれ、やむなくカンディードは従僕カカンボだけを連れて逃れ去る。
逃避行の途中で2人は黄金郷エルドラドーに迷い込む。エルドラドーは、黄金や宝石が石ころのように道端に転がっており、争いも災厄もないユートピアであった。宗教は「必要なものは何でもくださる」神に「たえず」「お礼を申し上げる」というだけ。この国に留まるよう説得するエルドラドーの王を振り切って、キュネゴンドの事を忘れられぬカンディードは、黄金と宝石を羊に積み込んでエルドラドーを離れる。
持ち出した黄金や宝石のほとんどは、災厄により失われてしまう。そして旅路の途中で虐待された瀕死の黒人奴隷を目にする事により、ついにカンディードは楽天主義と訣別せざるを得ないことを自覚する。「楽天主義とは、どんな悲惨な目に遭おうとも、この世の全ては善であると、気の触れたように言い張ることなのだ！」
キュネゴンドの捜索に送り出したカカンボは、行方知れずになってしまう。待ちきれなくなったカンディードはヴェネツィアまでやってくるが、航海の途中で出会った詐欺や泥棒により、残りの黄金のほとんども失われる。世間に愛想を尽かしたカンディードは、「この国で最も不幸な人間」を自分の同行者として公募する。厭世主義の貧乏学者マルチンが同行者として選ばれる。
マルチンと果てしのない議論を繰り返しながら、イタリアやフランス、イギリスといったヨーロッパ諸国を歴訪し、遂にコンスタンチノーブルで、カンディードはキュネゴンドやカカンボ、パングロスと再会する。見る影もなく醜く成り果てたキュネゴンドに、カンディードは百年の恋も覚めてしまうが、約束を守るためにキュネゴンドとの結婚を決意する。
エルドラドーから持ち帰った残り少ない黄金でカンディードは地所を購入する。パングロスやマルチンと実りの無い議論を繰り返すだけの毎日は、耐え難いものであった。最後に、小さな農家で悠々自適の生活を送る老人との会話をきっかけにして、カンディードは労働こそ人生を耐え得るものにする唯一の方法であることに思い至り、日々の仕事とその成果の中に、ささやかな幸福を見出すようになる。
今でも時おりパングロスは、「もし君がツンダー・テン・トロンクの城を放逐されず、数々の不幸や災厄に見舞われなければ、今の幸福もなかったのだから、やはりこの世のすべてが最善である事は認めざるを得ないだろう」と議論を持ちかけるのだが、カンディードはただこう答えるのだった。「お説ごもっとも。けれども、わたしたちの畑を耕さなければなりません(Cela est bien dit, mais il faut cultiver notre jardin)」。

## 登場人物
- カンディード - 主人公。名前は「無邪気、天真爛漫」（ラテン語のcandidusに由来）の意で「真っ白な紙」をも意味する。ウェストファリア領主ツンダー・テン・トロンクの甥
- キュネゴンド - カンディードの恋の相手。領主の娘
- パングロス博士 - カンディードの家庭教師。ライプニッツの楽天主義を信奉する。名前は「饒舌」（ギリシャ語のpan全て＋gloss言葉）
- カカンボ - カンディードの従者
- マルチン - カンディードの同行者
- パケット - キュネゴンドの家の腰元
- キュネゴンドの兄
- 老婆

## 舞台化・映像化
- オペレッタ（ミュージカルとも）レナード・バーンスタイン作曲『キャンディード』の原作である。
- イタリアの映画監督グァルティエロ・ヤコペッティが『ヤコペッティの大残酷』として、本作を映画化している。
- パロディ映画『キャンディ』の原作である。
- 宝塚歌劇団が『ル・ピエロ』（1977年・花組）『華麗なるファンタジア』（1986年・星組）として、本作を舞台化している。

## 日本語訳
- 植田祐次訳 『カンディード 他五篇』（岩波文庫、2005年） ISBN 4-00-325181-4
- 斉藤悦則訳 『カンディード』（光文社古典新訳文庫、2015年） ISBN 4-334-75319-1
- 堀茂樹訳 『カンディード』（晶文社、2016年） ISBN 4-7949-6927-9

### 旧訳版
- 吉村正一郎訳『カンディード』岩波文庫 1956年、のちグーテンベルク21（電子書籍）
- 池田薫訳 白水社 1937年 のち河出版「世界文学全集」
- 高沖陽造訳 春陽堂文庫 1948年
- 丸山熊雄、新倉俊一訳『世界文学大系 16 モンテスキュー、ヴォルテール、ディドロ』筑摩書房 1960年